# هندوری
هندوری، روستایی است از توابع بخش بندپی شرقی شهرستان بابل در استان مازندران ایران.

## جمعیت
این روستا در دهستان سجادرود قرار دارد و براساس سرشماری مرکز آمار ایران در سال ۱۳۸۵، جمعیت آن ۹۶ نفر (۲۵خانوار) بوده‌است.